# Експоненційне відображення
Експоненційне відображення — узагальнення поняття експоненційної функції та експоненти матриці в диференціальній геометрії і зокрема рімановій геометрії.
Для многовида {\displaystyle M} на якому задано деяку афінну зв'язність  експоненціальне відображення діє з дотичного розшарування {\displaystyle TM} у многовид {\displaystyle M} .
Експоненційне відображення зазвичай позначається {\displaystyle \exp \colon TM\to M},
а його звуження на дотичний простір {\displaystyle T_{p}M} в точці {\displaystyle p\in M} позначається {\displaystyle \exp _{p}\colon T_{p}M\to M}
і називається експоненційним відображенням в точці {\displaystyle p}.

## Визначення
Нехай {\displaystyle M} — деякий гладкий многовид на якому задана афінна зв'язність {\displaystyle \nabla _{Y}X} і {\displaystyle p\in M}.
Для кожного вектора {\displaystyle X\in T_{p}M} існує єдина геодезична {\displaystyle \gamma _{X}(t)}, що виходить з точки {\displaystyle p} (тобто {\displaystyle \gamma _{X}(0)=p}), така що {\displaystyle \gamma _{X}'(0)=X}.
Дана геодезична лінія визначена в деякому околі нуля в {\displaystyle \mathbb {R} } і також з властивостей геодезичних ліній {\displaystyle \gamma _{sX}(t)=\gamma _{X}(st)} там де значення в правій частині є визначеним. 
Зокрема {\displaystyle \gamma _{X}(1)} є визначеним в деякому околі нуля простору {\displaystyle T_{p}M}.
Експоненційне відображення вектора {\displaystyle X\in T_{p}M} визначається як {\displaystyle \exp _{p}(X)=\gamma _{X}(1)}. Воно є визначене загалом лише в деякому околі нуля дотичного простору.
Зокрема для ріманових многовидів існує канонічна афінна зв'язність (зв'язність Леві-Чивіти), що узгоджується з рімановою структурою многовида. Відображення визначене як вище для цієї конкретної зв'язності називається експоненційним відображенням для ріманових многовидів.

## Властивості

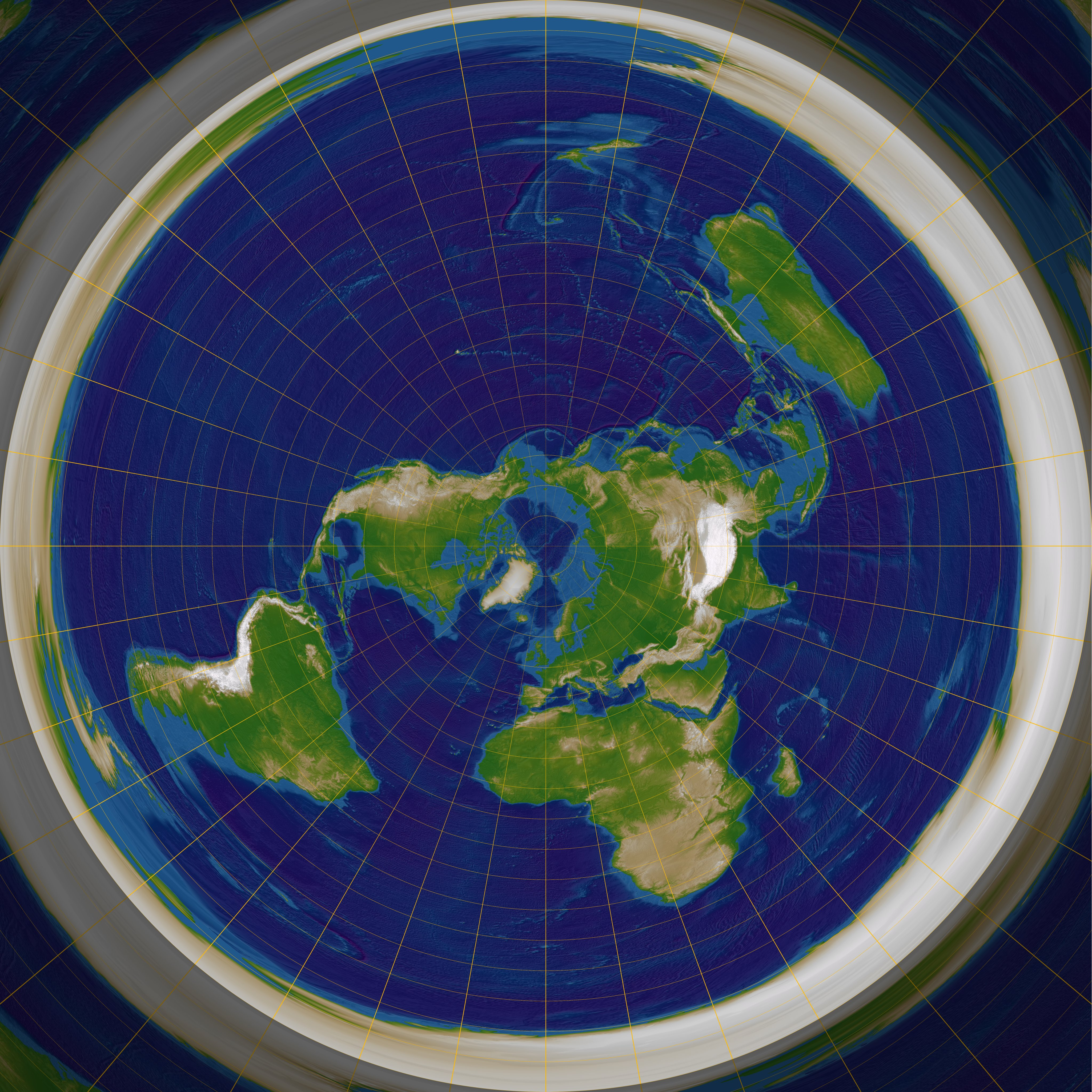
Образ поверхні Землі при оберненому експоненційному відображенні до північного полюса.

- {\displaystyle \exp _{p}(0)=p}.

- Для кожної точки {\displaystyle p\in M} існує таке число {\displaystyle \varepsilon >0}, що експоненційне відображення {\displaystyle \exp _{p}} визначене для всіх векторів {\displaystyle X\in T_{p}M}, які задовольняють умову {\displaystyle |X|\leq \varepsilon }
- Більш того, {\displaystyle \exp _{p}} є дифеоморфізмом в деякому околі нуля в дотичному просторі {\displaystyle T_{p}M} в деякий окіл точки {\displaystyle p} многовида {\displaystyle M}. Таким чином, в деякому околі точки {\displaystyle p} многовида {\displaystyle M} визначене обернене експоненційне відображення (що також називається логарифмом і позначається {\displaystyle \log _{p}} ), що набуває значень в деякому околі нуля дотичного простору {\displaystyle T_{p}M}.
- Нехай тепер {\displaystyle N\subset TM} , така що для {\displaystyle (p,X)\in N} (де {\displaystyle p\in M,\;X\in T_{p}M})  відображення {\displaystyle \exp _{p}(X)} є визначене. Тоді множина {\displaystyle N} є відкритою підмножиною в {\displaystyle TM} і відображення {\displaystyle \exp(p,X)=\exp _{p}(X)} визначене на {\displaystyle N} буде теж диференційовним.

- У метрично повному рімановому многовиді експоненційне відображення визначено для будь-якого дотичного вектора (Теорема Гопфа — Рінова).

- Диференціал експоненціального відображення в будь-якій точці {\displaystyle p} є тотожним лінійним оператором. Тобто
{\displaystyle (d_{p}\exp _{p})(X)=X}

для будь-якого {\displaystyle X\in T_{p}M}. Тут ми ототожнюємо простір, дотичний до {\displaystyle T_{p}M}, з самим простором {\displaystyle T_{p}M}.
- Для груп Лі {\displaystyle G} дотичний простір {\displaystyle T_{e}G} у одиничному елементі {\displaystyle e} можна ідентифікувати із простором лівоінваріантних векторних полів, тобто полів {\displaystyle X} для яких  {\displaystyle X_{gh}=(\operatorname {d} \!L_{g})X_{h},\,\forall g,h\in G,} де {\displaystyle L_{g}} позначає відображення множення зліва на елемент {\displaystyle g,} тобто: {\displaystyle L_{g}(h)=gh.} Для ненульового елемента {\displaystyle T_{e}G} відновідне лівоінваріантне векторне поле є ненульовим у всіх точках і більш того для базису постору {\displaystyle T_{e}G} відповідні лівоінваріантні векторні поля задають базис у кожній точці групи Лі.  Потоки лівоінваріантних векторних полів із точки {\displaystyle e} є гомоморфізмами із адитивної групи дійсних чисел у групу {\displaystyle G} і є визначеними для всіх дійсних чисел. Якщо {\displaystyle X_{1},\ldots ,X_{n}} є лівоінваріантними лінійно незалежними векторними полями, то на групі Лі {\displaystyle G} можна задати афінну зв'язність як {\displaystyle \nabla _{X}X_{i}=0} для всіх {\displaystyle X_{i}} і всіх {\displaystyle X\in TM} (тоді також {\displaystyle \nabla _{X}Y=0} для всіх лівоінваріантних полів {\displaystyle Y}). Для цієї зв'язності геодезична лінія із точки {\displaystyle e} у напрямку {\displaystyle X_{e}} є рівною потоку лівоінваріантного векторного поля {\displaystyle X} із точки {\displaystyle e}. Таким чином експоненційне відображення збігається із експонентою визначеною в теорії груп Лі.
- Важливим частковим випадком попереднього є група {\displaystyle GL(n,\mathbb {R} )} невироджених квадратних матриць порядку {\displaystyle n}. Одиничним елементом цієї групи є одинична матриця і дотичний простір в цьому елементі є рівним {\displaystyle M(n,\mathbb {R} )} — простору усіх  квадратних матриць порядку {\displaystyle n}. Для {\displaystyle A\in M(n,\mathbb {R} )} відповідний потік для лівоінваріантного поля задається як {\displaystyle \exp tA=\sum _{k=0}^{\infty }{t^{k} \over k!}A^{k}.} Зокрема у точці {\displaystyle t=1} значення потоку є рівним класичній експоненті матриці, що пояснює викоричтання цієї назви для аналогічних відображень у ширших класах груп Лі і диференційовних многовидів.

## Приклади
- У випадку {\displaystyle \mathbb {R} ^{n}}експоненційне відображення є канонічною ідентифікацією дотичного простору {\displaystyle T_{p}\mathbb {R} ^{n}} із {\displaystyle \mathbb {R} ^{n}}при якій початок координат дотичного простору переходить у точку p. А саме {\displaystyle \exp(V)=p+V.}
- Для одиничної сфери {\displaystyle S^{2}} із «південним полюсом» у точці {\displaystyle p=(0,0,-1)}якщо на {\displaystyle T_{p}S^{2}}ввести полярні координати то кожен дотичний вектор можна записати як {\displaystyle V=r\cos \varphi {\frac {\partial }{\partial x}}+r\sin \varphi {\frac {\partial }{\partial y}}} і розглядати експоненту як функцію {\displaystyle r} і {\displaystyle \varphi }. Тоді можна записати у явному виді

{\displaystyle \exp _{p}(r,\varphi )=\left(\cos \varphi \cos(r-\pi /2),\sin \varphi \cos(r-\pi /2),\sin(r-\pi /2)\right).}
Зокрема образами кіл із радіусами {\displaystyle {\frac {\pi }{2}}+\pi n,\;n\in \mathbb {Z} ^{+}}є «екватор» кулі, образами кіл із радіусами {\displaystyle \pi +2\pi n,\;n\in \mathbb {Z} ^{+}}є «північний полюс», а образами кіл із радіусами {\displaystyle 2\pi n,\;n\in \mathbb {Z} ^{+}} є «південний полюс». У цьому випадку експоненційне відображення є визначеним для всієї дотичної площини.
- Натомість для {\displaystyle S^{2}\setminus (0,0,1)}, тобто одиничної кулі без «північного полюса», експоненційне відображення із дотичної площини у «південному полюсі» є визначеним лише у крузі {\displaystyle r<\pi .}